# Premierzy Antyli Holenderskich

## Lista premierówAntyli Holenderskich
- Efraïn Jonckheer (1954-1968)
- Ciro Domenico Kroon (1968–1969)
- Gerald C. Sprockel (1969)
- Ernesto O. Petronia (1969–1971)
- Ramez Jorge Isa (1971)
- Otto R.A. Beaujon (1971–1973)
- Juan Miguel Gregorio Evertsz (1973–1977)
- Lucinda da Costa Gomez-Matheeuws (1977)
- Leo A.I. Chance (1977)
- Silvius Gerard Marie Rozendal (1977–1979)
- Miguel A. Pourier (1979)
- Dominico Martina (1979–1984)
- Maria Liberia Peters (1984–1986)
- Dominico Martina (1986–1988)
- Maria Liberia Peters (1988–1993)
- Susanne Camelia-Römer (1993)
- Alejandro Felippe Paula (1993–1994)
- Miguel Arcangel Pourier (1994–1998)
- Susanne Camelia-Römer (1998–1999)
- Miguel Arcangel Pourier (1999–2002)
- Etienne Ys (2002–2003)
- Ben Komproe (2003)
- Mirna Louisa-Godett (2003-2004)
- Etienne Ys (2004-2006)
- Emily de Jongh-Elhage (2006-2010)